# BET Networks
BET Networks é uma divisão da Paramount Media Networks, que supervisiona as operações de vários canais de televisão e websites, incluindo o canal original BET nos Estados Unidos. BET Networks também opera BET Networks International.

## Canais de propriedade da BET Networks
O ano entre parênteses indica quando o canal passou a fazer parte da empresa:
- BET (1980)
- BET Her (1996)
- BET Gospel (2002)
- BET Hip-Hop (2002)
- BET International